# Spilosoma semialbescens
Spilosoma semialbescens är en fjärilsart som beskrevs av Talbot 1929. Spilosoma semialbescens ingår i släktet Spilosoma och familjen björnspinnare. Inga underarter finns listade i Catalogue of Life.